# Onkelos (Autor)
Onkelos (hebräisch אֻנְקְלוֹס unqəlōs) war ein römischer Bürger, der zum Judentum konvertierte  und in der tannäischen Zeit, also im Zeitraum von ca. 35–120 n. Chr. wirkte. Onkelos ist der mutmaßliche „(…) Autor der zuletzt autoritativen aramäischen Übersetzung (…)“ (hebräisch תַּרְגּוּם אֻנְקְלוֹס Targūm ’Unqəlōs, deutsch ‚Targum Onkelos‘ ca. 110 n. Chr.). Er wird von Teilen der Bibelwissenschaft mit Aquila identifiziert, der eine wörtliche Übersetzung der hebräischen Bibel ins Griechische schuf.

## Leben und Wirken
Onkelos wird mehrmals im Talmud erwähnt. Belegt sind mehrere jüdische Legenden und Erzählungen im Talmud und in anderen Quellen, die besagen, dass Onkelos mit dem römischen Kaiserhaus verwandt gewesen sein soll, möglicherweise mit einem Kaiserhaus von Titus oder Hadrian. Diese Geschichten sind jedoch nicht historisch belegt, sondern gehören zur Legendenbildung rund um seine Person und sollen möglicherweise seine Bedeutung im jüdischen Kontext unterstreichen.
Eine bekannte Erzählung aus dem Talmud besagt, dass Onkelos, in einigen Quellen auch als „Onkelos der Konvertit“ bezeichnet, ursprünglich ein römischer Adliger war, der vom römischen Kaiserhaus abstammte. Es wird berichtet, dass er sich von seinem Status als römischer Bürger abwandte und zum Judentum konvertierte, nachdem er mit jüdischen Gelehrten in Kontakt gekommen war.
Anderen traditionellen jüdischen Quellen zufolge war er ein angesehener römischer Adliger, der Sohn eines Mannes namens Kallinikos (altgriechisch Καλλίνικος), (קְלוּנִיקוּס Qəlūnīqūs oder קַלִינִיקוּס Qalīnīqūs).
Einige Talmudgeschichten stellen ihn als Neffen von Titus dar, dem römischen Kaiser, der für die Zerstörung des Zweiten Tempels in Jerusalem verantwortlich war. In diesen Erzählungen wird oft betont, dass Onkelos Verwandtschaft mit dem römischen Kaiserhaus ihn in eine einzigartige Position brachte, was seine spätere Annäherung an das Judentum und sein Engagement für die jüdische Kultur und Religion erklärte.
Der Midrasch Tanchuma, Mishpatim, 5 berichtet hingegen, dass er ein Neffe von Hadrian gewesen sei und nicht mit dem  Kaiserhaus von Titus verwandt war. Diese Behauptungen sind fraglich, da Hadrians Schwester, sein einziges Geschwister, eine Tochter hatte und das einzige bekannte Kind von Titus‘ Geschwistern, das das Erwachsenenalter erreichte, ebenfalls ein Mädchen namens Flavia Domitilla war. Da kein weiteres Geschwister erwähnt wird, lässt sich leicht damit erklären, dass sein Onkel ihn aufgrund seiner Konversion aus den historischen Aufzeichnungen streichen ließ. Ob historisch oder nicht, die Geschichte besagt, dass sein Onkel, der Kaiser, Onkelos riet, hinauszugehen und etwas zu finden, das heute nicht viel wert sei, in der Zukunft jedoch von unschätzbarem Wert sein würde. Onkelos fand das Judentum.
Ein weiteres Talmud-Buch erzählt, dass Onkelos nach seiner Konversion ein sehr tiefes Verständnis für die jüdische Religion entwickelte und dass er die hebräische Bibel ins Aramäische übersetzte – eine Übersetzung, die als „Targum Onkelos“ bekannt ist und im jüdischen Umfeld sehr hoch geschätzt wird.
Die folgende Geschichte über Aquilas Bekehrung erscheint im Midrasch Rabba:
Einmal sagte Aquilas (עקילס) zu Kaiser Hadrian: „Ich möchte konvertieren und ein Teil Israels werden.“ Er antwortete ihm: „Du willst dieses Volk [anschließen]? Wie habe ich es verachtet! Wie habe ich es getötet; das am meisten unterdrückte Volk, dem du dich anschließen willst!? Was hast du an ihnen gesehen, dass du ein Proselyt werden willst?“ Er antwortete: „Der Kleinste unter ihnen weiß, wie der Heilige, gesegnet sei Er, das Universum erschaffen hat; was am ersten Tag erschaffen wurde und was am zweiten Tag erschaffen wurde und wie viele [Jahre] seit der Erschaffung des Universums vergangen sind und durch welche [Dinge] die Welt erhalten wird. Darüber hinaus ist ihr göttliches Gesetz die Wahrheit.“ Er sagte zu ihm: „Geh und studiere ihr göttliches Gesetz, aber lass dich nicht beschneiden.“ Da sagte Aquilas zu ihm: „Selbst der weiseste Mann deines Königreichs und ein hundertjähriger Ältester kann ihr göttliches Gesetz nicht studieren, wenn er nicht beschnitten ist. Denn so steht geschrieben: ‚Er tut Jakob seine Worte kund, Israel seine Gebote und Urteile. So etwas hat er keinem anderen Volk angetan.‘ Wem also [hat er es getan]? Den Söhnen Israels!“
Nach seiner Bekehrung berichtet der Talmud, wie der römische Kaiser versuchte, Onkelos verhaften zu lassen. Onkelos zitierte dem ersten römischen Contubernium, das daraufhin konvertierte, Verse aus dem Tanach. Das zweite Contubernium konvertierte ebenfalls, nachdem er Gottes persönliche Führung Israels im Buch Numeri der römischen sozialen Hierarchie gegenübergestellt hatte. Eine ähnliche Taktik wurde für das dritte Contubernium angewendet, bei dem Onkelos seine Mesusa mit einem Symbol Gottes verglich, der das Haus eines jeden Juden bewacht, im Gegensatz zu einem römischen König, der sich von seinen Dienern beschützen lässt. Auch das dritte Contubernium konvertierte und es wurden keine weiteren gesandt.